# Virusul hepatitei C
Virusul hepatitei C (VHC) este un  virus ARN mic (55-65 nm în dimensiune), monocatenar, anvelopat, cu polaritate pozitivă din familia Flaviviridae. Virusul hepatitei C este cauza hepatitei C și a unor forme de cancer precum cancerul de ficat (carcinom hepatocelular, abreviat HCC) și limfoame la om.

## Taxonomie
Virusul hepatitei C face parte din genul Hepacivirus, un membru al familiei Flaviviridae. Până de curând, acesta a fost considerat a fi singura specie a acestui gen. Cu toate acestea, un nou membru al acestui gen a fost descoperit la câini: hepacivirusul canin. Există, de asemenea, cel puțin un virus în acest gen care infectează caii. Mai multe virusuri din gen au fost descrise la lilieci și rozătoare.

## Structură

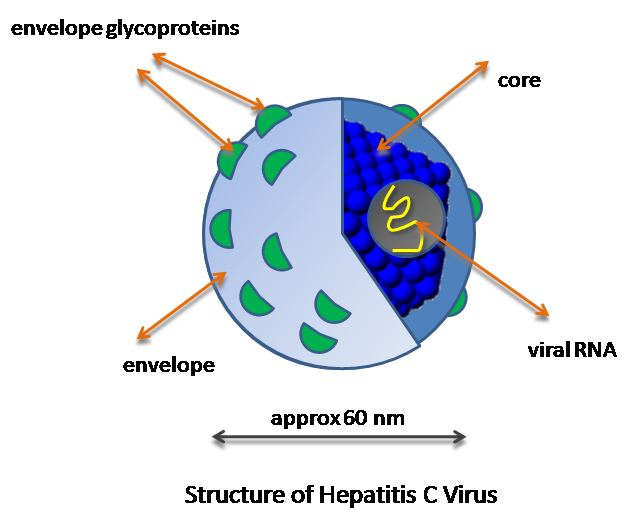
Diagramă simplificată a structurii virusului hepatitei C

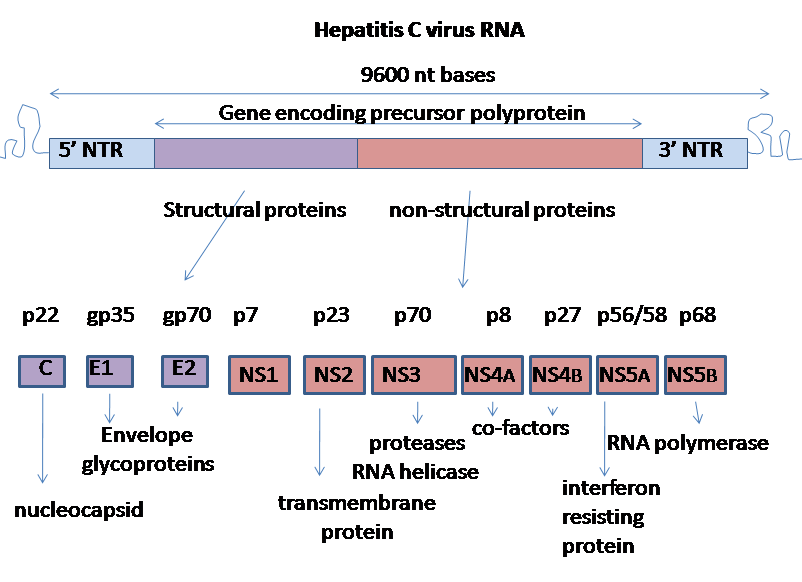
Organizarea genomului virusului hepatitei C

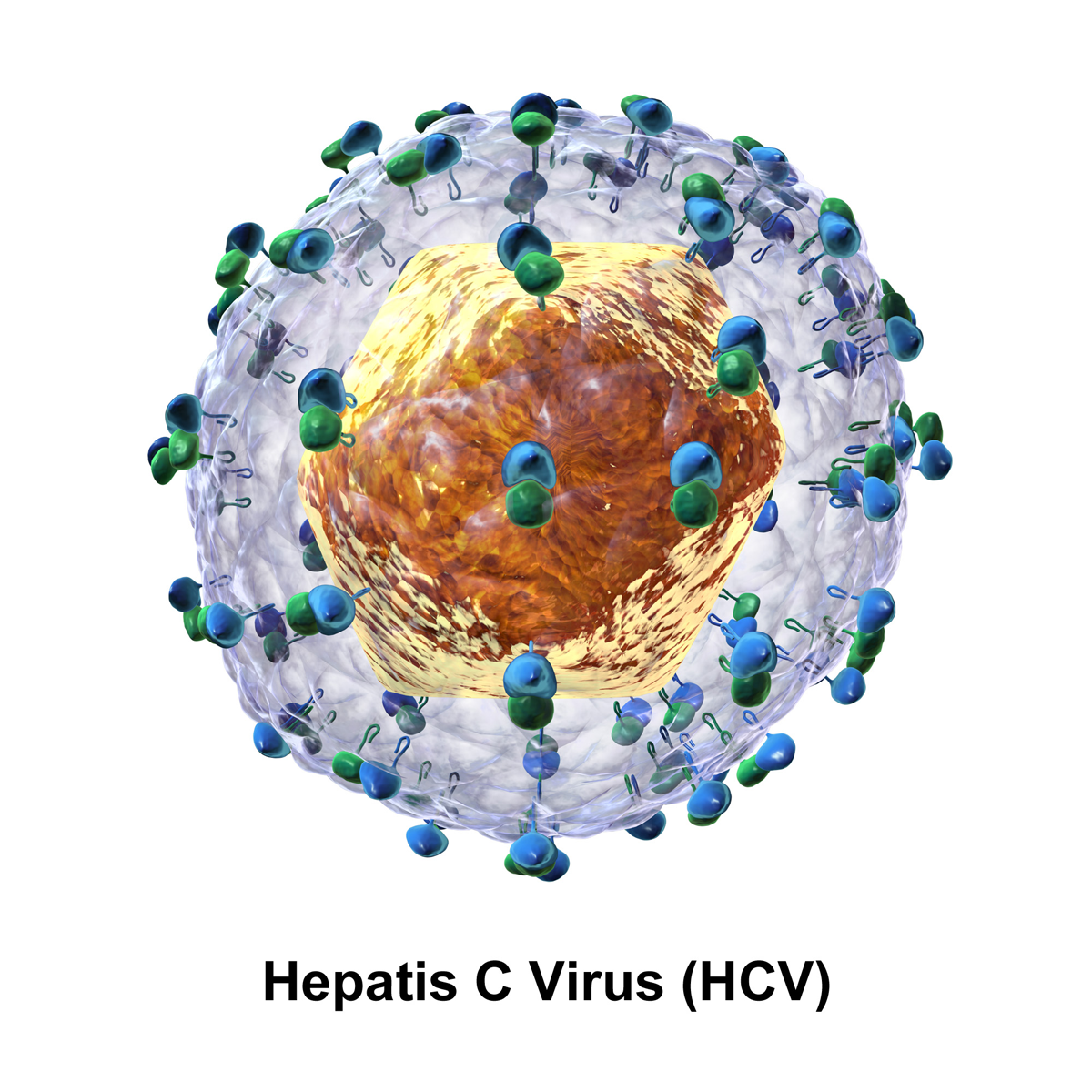
VHC

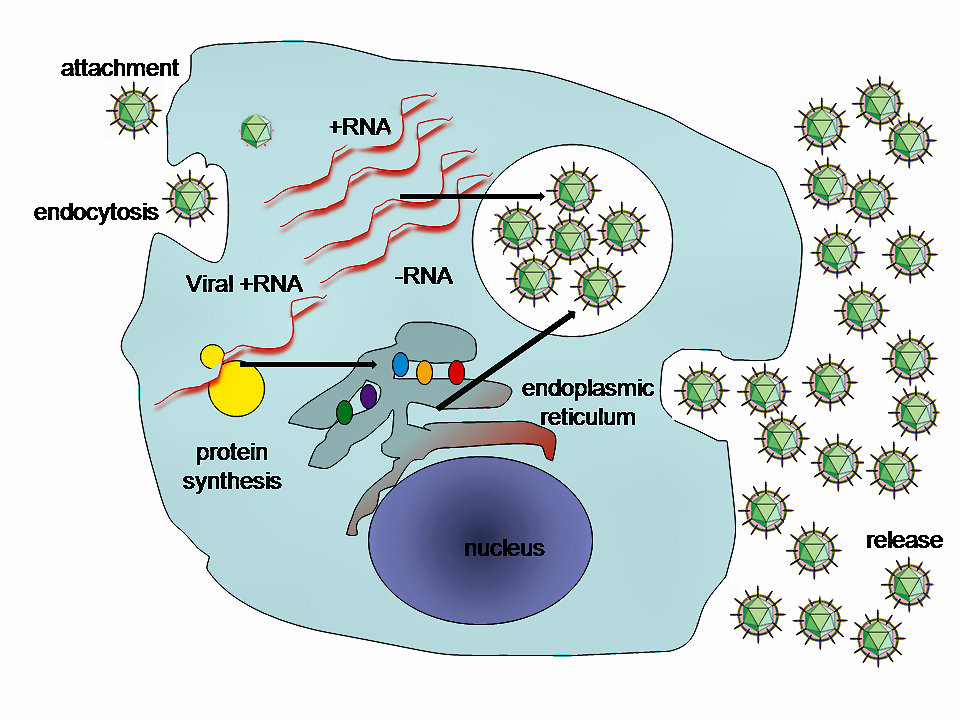
O diagramă simplificată a ciclului de replicare a VHC

Virusul hepatitei C este format dintr-o anvelopă membranară lipidică de 55-65 nm în diametru. Două glicoproteine virale, E1 și E2, sunt încorporate în anvelopa lipidică. Acestea au rol în atașarea virală și pătrunderea în celula gazdă. În anvelopă se află un miez icosaedric de 33-40 nm în diametru. În interiorul acestuia se află materialul ribonucleic al virusului.

## Genotipuri
Pe baza diferențelor genetice dintre izolatele VHC, specia virusului hepatitei C este clasificată în șase genotipuri (1-6), cu mai multe subtipuri în cadrul fiecărui genotip (reprezentate prin litere mici). Subtipurile sunt defalcate în continuare în cvasispecii pe baza diversității genetice. Genotipurile diferă în proporție de 30-35% față de genomul complet. Diferența compoziției genomice a subtipurilor față de genotip este de obicei 20-25%. Subtipurile 1a și 1b sunt întâlnite în întreaga lume și cauzează 60% din infecții.

## Epidemiologie
Virusul hepatitei C este predominant transmis prin sânge, cu risc foarte scăzut de transmitere sexuală sau verticală. Din cauza acestui mod de răspândire, grupurile de risc sunt utilizatorii de droguri intravenoase, destinatarii produselor sanguine și, uneori, pacienții hemodializați. Un mediu comun de transmitere a VHC este de asemenea cel intra-spitalicesc (nosocomial), când practicile de igienă și sterilizare nu sunt urmate corect de clinică. Unele practici culturale sau ritualice, precum circumcizia, mutilarea genitală, scarificarea ritualică, tatuarea tradițională și acupunctura, au fost menționate ca având un potențial istoric pentru răspândirea virusului hepatitic C. De asemenea, s-a susținut că, având în vedere perioada extrem de lungă de supraviețuire a VHC în oameni, chiar și ratele foarte scăzute sau nedetectabile de transmitere mecanică prin intermediul insectelor pot fi suficiente pentru a menține infecția endemică la tropice, unde oamenii sunt deseori mușcați de insecte.

## Vaccinare
Spre deosebire de hepatitele A și B, în prezent nu există nici un vaccin pentru prevenirea infecției cu hepatita C.

## Cercetări actuale
Studiul VHC a fost împiedicat de gama îngustă de gazde. Repliconii au fost folosiți cu succes, dar aceștia au fost doar recent descoperiți. VHC, precum cele mai multe virusuri ARN, există ca o cvasispecie virală, ceea ce face foarte dificilă izolarea unei singure tulpini sau unui singur receptor pentru studiu.

## Legături externe
Materiale media legate de Hepatitis C virus la Wikimedia Commons